# ノッキング
ノッキング（英: Knocking）は、扉をコツコツと叩くことを意味し、自動車分野ではエンジンが金属性の打撃音及び打撃的な振動を生じる現象全般を指す。ノックとも呼ばれる。生物分野では生きた生物の神経に電流や針など刺激を与え一時的に麻痺させることを指す。

## カーノックとエンジンノック

### カーノック
マニュアルトランスミッション車でエンジンの回転数が極端に低い状態で走行したときなどに、車体がガタガタと振動する現象。スナッチとも呼ばれる。
この現象はエンジンマウントの異常などで起こる場合もあるが、通常は運転操作上のミスが原因であり、故障ではない。
なおクラッチの滑り異常が原因で車体がガクガクと振動する現象はジャダーと呼ばれる。

### エンジンノック
一般的にはレシプロエンジンがキンキン・カリカリなどと金属性の音や振動を発する現象全般を指す。
圧縮過程で燃焼室にたまったスラッジなどが断熱圧縮により熱源となって点火時期より早く自己発火するプレイグニッションと、点火プラグ付近の燃焼が周辺に波及する火炎伝達速度より、燃焼の圧力がより早く音速で周辺に伝わることで不規則な燃焼を起こすデトネーションを区別するが、両者は通常程度の差はあれ同時に発生することが多く区別しない場合もある。
プレイグニッションは、プラグ以外の箇所で燃焼が始まるため、ピストンやシリンダ、プラグなどの表面を破壊する。デトネーションは、燃焼した火炎を覆って断熱する空気の断熱境界層を破壊するため、高温の火炎がピストンやシリンダ、プラグなどの表面を破壊する。どちらにしても最悪な場合にはエンジンブローにつながる。
主な原因としては、点火時期が早すぎる・圧縮比が高すぎる・過給圧の上げすぎ・燃料のアンチノック性（オクタン価）の低さ・極端に薄い混合気などが挙げられる。
対策としては、点火時期を遅くする・圧縮比を下げる・過給圧を下げる・高オクタン価ガソリンを使う・混合気を濃くする等があるが、これらの対策には燃費増大等の副作用もあり、昨今重要視されているエコ優先のエンジン開発の悩みの種となっている。

## 内燃機関工学上の代表的なノッキング

### スパークノック
ガソリンエンジンは混合気を圧縮して点火プラグによる火花点火を行う。点火プラグを中心に火炎が広がるように燃焼し、発生した燃焼ガスは膨張する。点火プラグから遠い場所にある未燃焼の混合気(エンドガス)は火炎伝播より早く圧力が音速で伝播しピストンやシリンダー壁面に押しつけられ、断熱圧縮により高温・高圧になる。高温・高圧が限界を超えるとエンドガスは一気に自己着火し、その際に衝撃波が発生する。
この衝撃波は金属性の異音やエンジン部品破損の原因となる。また、衝撃波によってピストンやシリンダー壁面に生成されている断熱層が破壊され、急激に熱が伝わる状態になるため、これらの部品を融解させることもある。ECUが介在するタイプのエンジンでは、ノックの振動をノックセンサーが検知して点火時期を遅らす処理が一般的に行われている。
スパークノックを防止する方法として、着火しにくい燃料の使用・点火タイミングの遅角化・燃焼室形状の最適化などが挙げられる。一般に半球形や円錐形などに近く凹凸の少ない形状がノックを発生しにくい。
スパークノックを予防するガソリンとして、オクタン価の高いハイオクガソリンがある。古くはテトラエチル鉛をアンチノック剤として混入した有鉛ガソリンが主流だったが、鉛中毒が懸念された結果、廃止されるに至った。

### ディーゼルノック
ディーゼルエンジンは空気を断熱圧縮して温度が上昇したところに噴射ノズルにより燃料を噴射して自己着火させる。燃焼室内の温度上昇や燃料の微粒化が不十分な場合には、燃料は自己着火せずに未燃焼のまま燃焼室内に残り、過量の燃料が存在することになる。本来、ディーゼルエンジンは膨張行程の間、連続した燃焼が起こるが、燃焼室内の過量の燃料は一気に燃焼する。そのため、過大な圧力変動が発生し、振動やエンジン部品破損の原因となる。
ディーゼルノックを防止する方法として、燃料の十分な微粒化・吸気の加熱・着火しやすい燃料の使用などが挙げられる。燃料の着火しやすさの指標としてセタン価がある。
前述のスパークノックは着火しやすいことによって発生するのに対し、ディーゼルノックは着火しにくいことによって起きる。同様に、オクタン価とセタン価には負の相関があり、セタン価60はオクタン価0に、セタン価0はオクタン価100に相当する。

### スカートノック
ピストンがシリンダー壁に衝突して発生する音であるため、ピストン打音とも呼ばれる。
レシプロエンジンではピストンが上下する際に、クランクシャフトからの力がコネクティングロッドを介してピストンに斜め方向に作用する。この斜め方向の力によって、ピストンは圧縮行程時は反スラスト側へ押され、膨張行程時はスラスト側へと押される。膨張行程の途中、コンロッドの傾きによりピストンピンはスラスト側へと移動するが、ピストン上部は燃焼ガスに押されたピストンリングとの摩擦力で反スラスト側に置いていかれ、ピストンは斜めに傾く。ピストンが下がり、シリンダ内圧が下がってくると、ピストンとピストンリング間の摩擦力も低下し、ピストン上部がスラスト側へと移動し、スカート上部がシリンダーに叩きつけられる。この現象によりエンジンが打撃音を発する。
ピストンとシリンダーの隙間が大きいほど打撃音が大きくなるため、長期の使用で摩耗したエンジンで発生しやすい。また、冷間始動時には隙間が広くなるため音が発生するものの、エンジン暖機後には音が消える場合もある。
スカートノックが起こると不快な音が乗員の耳に入るが、前述のように恒常的に鳴り続けるものではないためエンジン機能へのダメージは少ない（常に打音がするエンジンはピストンクリアランスが過大であり、オーバーホール、オーバーサイズピストンへの交換を検討すべきである）。

## ノッキングと区別される現象
内燃機関工学上はノッキングではないが、一般的にはノッキングと認識されている現象は次の通り。
プレイグニッション
プレイグニッション（過早着火）は、圧縮行程の混合気が、過熱した点火プラグや燃焼室内に堆積したカーボンスラッジ、あるいは滴下したオイル等などを熱源にして、火花点火する前に自己着火する現象。
デトネーション
デトネーションは高温・高圧の混合気の中を衝撃波が通過することにより、混合気が着火する現象。衝撃波の原因がスパークノックやディーゼルノックであるために、ノッキングと区別しにくい。また逆に区別しないという考え方もある。

## スパークノック対策
20世紀末以降に生産されているほとんどの自動車用エンジンにはノックセンサーが装備され、スパークノックを検出すると自動的に点火タイミングを遅くして抑制する。
また、性能向上のために圧縮比を高めたエンジンや過給機を搭載した自動車には、スパークノックを起こしにくいハイオクガソリンの使用が指定されていることが多い。このような場合でもノックセンサーによって、レギュラーガソリンを使用できるエンジンもあるが、この場合点火時期を遅らせ過給圧を制限する処理が行われるため、出力は低下する。
点火タイミングを電子制御できなかった時代には、ディストリビューター部に使用ガソリンにより手動で点火タイミングを切り替えるツマミ「オクタンセレクター」を設ける車種が多かった。
点火時期の変更以外にも近年標準的になっている位相変化型の可変バルブタイミング機構を搭載するエンジンでは吸気バルブタイミングを変化させ有効圧縮比を下げることでノッキングを抑制する場合もある。圧縮工程と膨張行程でストロークが異なるアトキンソンサイクルでは、圧縮比を低く抑えつつ、十分な膨張比を得ることができる。